# Robert Zurbriggen
Robert Zurbriggen (* 16. März 1917 in Saas-Fee; † 21. April 1952) war ein Schweizer Offizier und Skisportler.
1946 gewann er gemeinsam mit Louis Bourban, Franz Bumann und Leo Supersaxo das Skipatrouillenrennen im Rahmen des 1. Internationalen Skirennens nach dem Zweiten Weltkrieg in Zermatt. Bei den Olympischen Winterspielen 1948 war er beim Militärpatrouillenlauf Kapitän der Schweizer Mannschaft, die in dieser Disziplin die Goldmedaille gewann, gemeinsam mit seinem Bruder Heinrich, Vital Vouardoux und Arnold Andenmatten. Beim Skilanglauf erzielte er in der 4 × 10-km-Staffel zusammen mit Niklaus Stump, Max Müller und Edi Schild den fünften und beim 18-km-Skilanglauf den 26. Platz.
Gemeinsam mit Adrian Andenmatten, Hubert Bumann und Josef Supersaxo stellte er im Winter 1948/49 in der Region Saas-Fee den ersten mobilen Skilift auf. 1953 wurde aus dem Betrieb die Bergbahnen Saas Fee AG gegründet. 1949 gewann Zurbriggen im Team mit Arnold Andenmatten, Karl Hischier und Karl Bricker ebenfalls den Militär-Skipatrouillenlauf der Olympia-Revanche in Oslo.
Ab Ende 1949 war er als Instruktionsoffizier (Oberleutnant) für den Gebirgskrieg in Kaschmir eingesetzt. Er starb in Ausübung seines Berufes als Bergführer.